# Santi Gioacchino e Anna al Tuscolano
Santi Gioacchino e Anna al Tuscolano – tytuł kardynalski związany z kościołem Santi Gioacchino e Anna ai Monti lub Santi Gioacchino ed Anna al Tuscolano. Patronami są Święta Anna i Święty Joachim, apokryficzni rodzice Maryi.